# Sokolinaïa Gora
Sokolinaïa Gora (Муниципальный округ Соколиная Гора) est un district municipal de Moscou, dépendant du district administratif est.

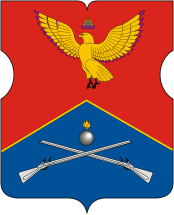
Armes du district
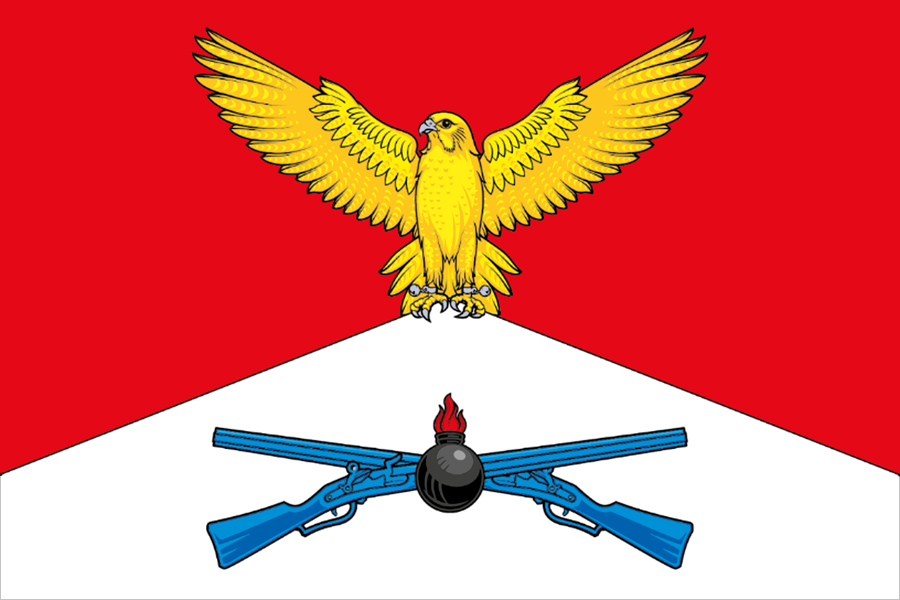
Drapeau du district

## Histoire
L'histoire du territoire actuel de Sokolinaïa Gora remonte à trois cents ans. Son nom provient de la fauconnerie établie au milieu du XVIIe siècle pour les chasses du tsar Alexis Ier dans la partie sud du district actuel. Au nord-ouest de ce territoire, connu sous le nom de Semionovskoïe, apparaît en 1687 la sloboda militaire Semionovskaïa, village formé autour du régiment Semionovsky, l'un des deux premiers régiments de la garde en Russie. Au tournant du XVIIe siècle et du XVIIIe siècle apparaît le village de Vvedenskoïe au sud de a sloboda et séparée par elle par un marais.
La région, riche en forêts et en eau, était très attrayante non seulement pour les Russes, mais aussi pour les « invités d'au-delà des mers », comme on appelait autrefois les marchands et les négociants. À partir de 1714, il leur est permis de s'installer dans la soloboda militaire Semeniovskaïa. À la fin du XVIIIe siècle et au début du XIXe siècle, les premiers industriels ouvrent des fabriques et des manufactures, devenant plus tard pour certaines de grandes entreprises.
En 1742, la sloboda Semionovskaïa est incluse dans la limite douanière de Moscou et à la fin du XVIIIe siècle dans les limites policières de Moscou et finalement en 1864 dans les limites administratives de la ville. 
Le développement intensif des constructions commence dans les années 1890 avec la zone de Blagoucha (au nord-est du territoire moderne du district - entre la Semionovskaïa Zastava et le petit anneau du chemin de fer de Moscou). L'on perce de nouvelles rues et l'on construit à tour de bras; ce sont notamment les rues Tkatskaïa, Chtcherbakovskaïa, Kirpitchnaïa, et les ensembles de Sokolinaïa Gora, etc. Ces zones se sont transformées en banlieue de Moscou, et officiellement elles en ont fait partie en 1917. La poursuite de la construction d'usines, d'usines, le développement de la science et la création d'instituts de recherche ont permis de transformer le quartier d'une périphérie d'usine en l'une des principales régions industrielles et scientifiques de Moscou.

## Galerie

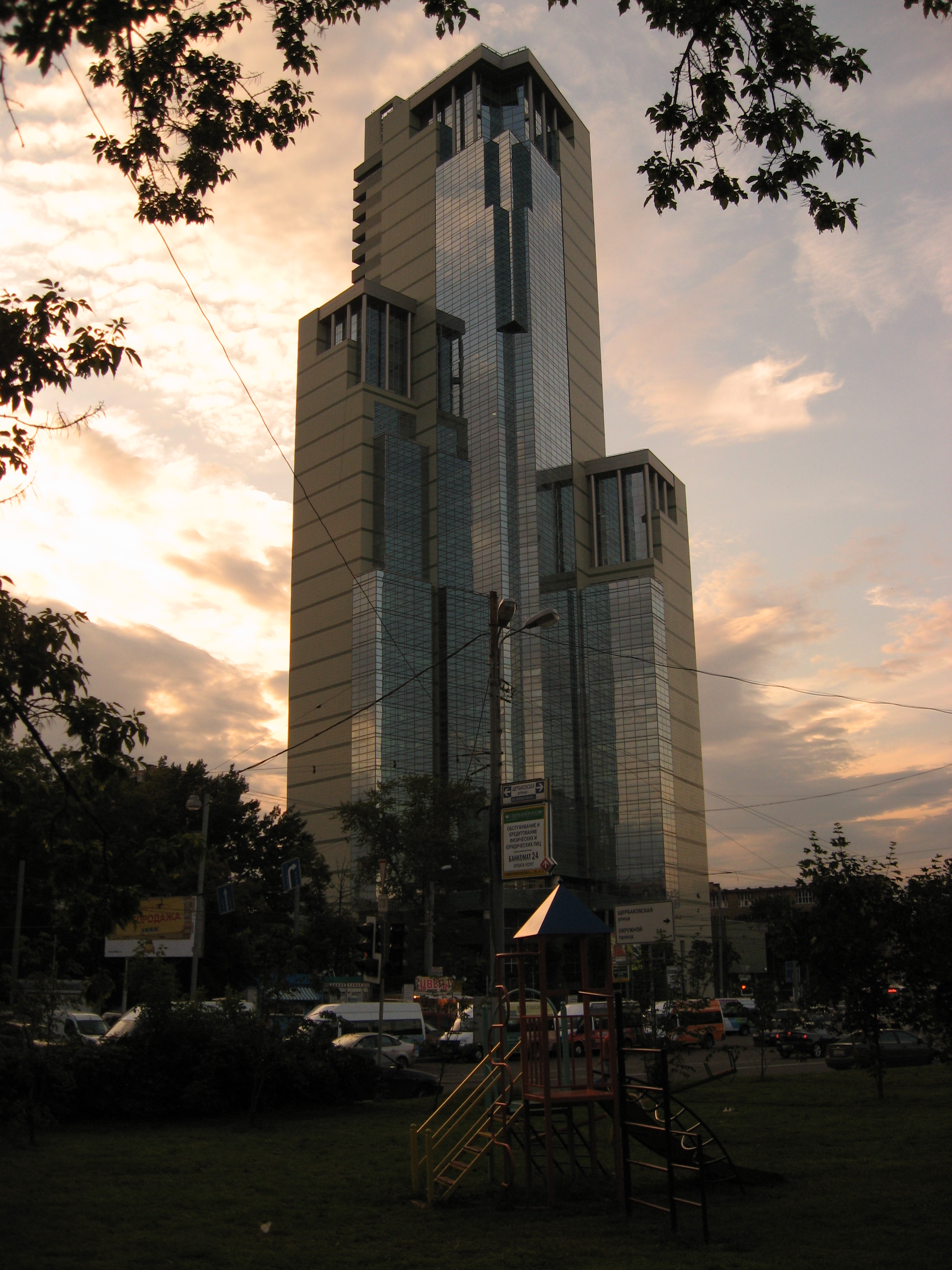
Business centre: Sokolinaïa Gora, place Semionovskaïa.
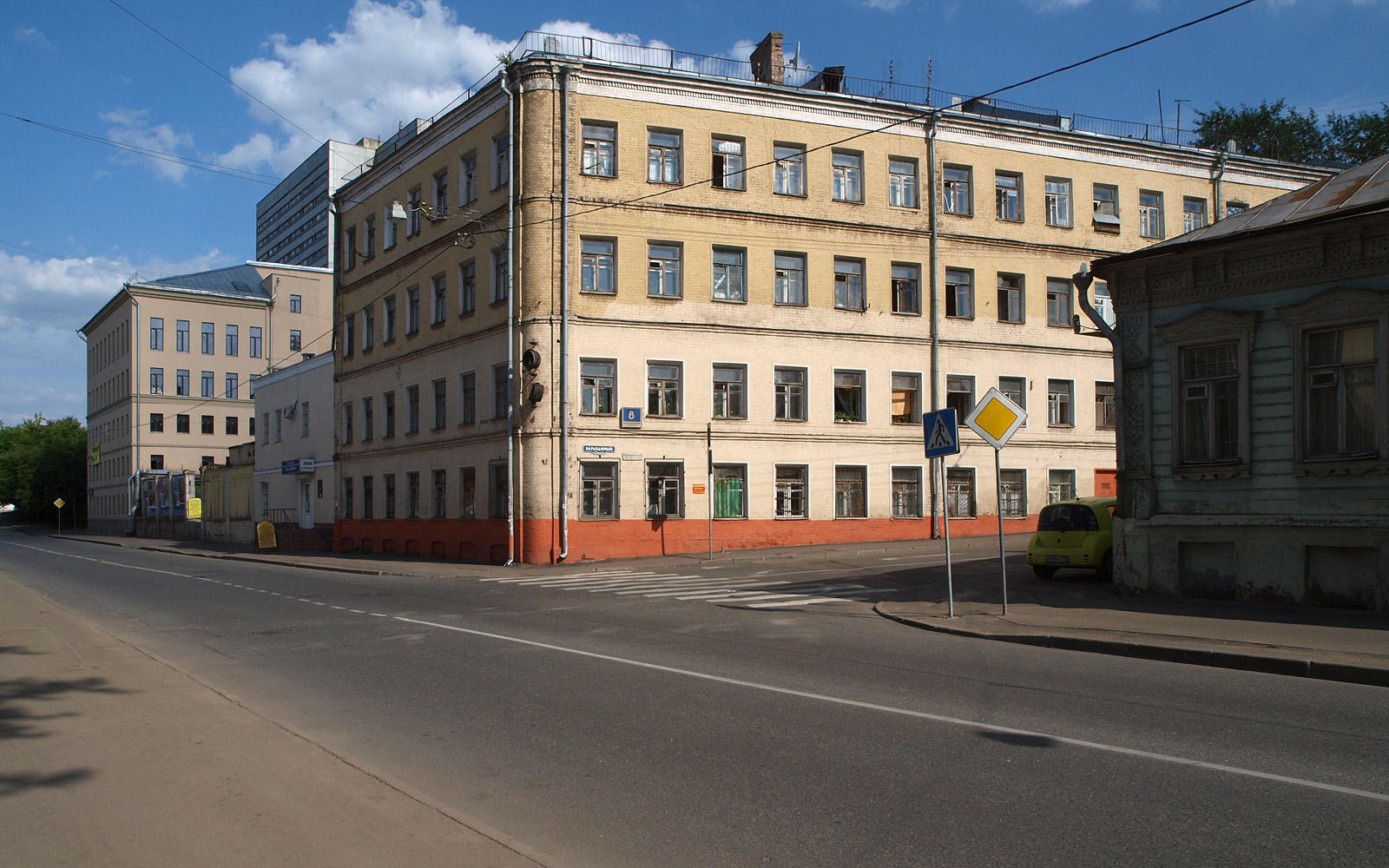
Rue Malaïa Semionovskaïa.
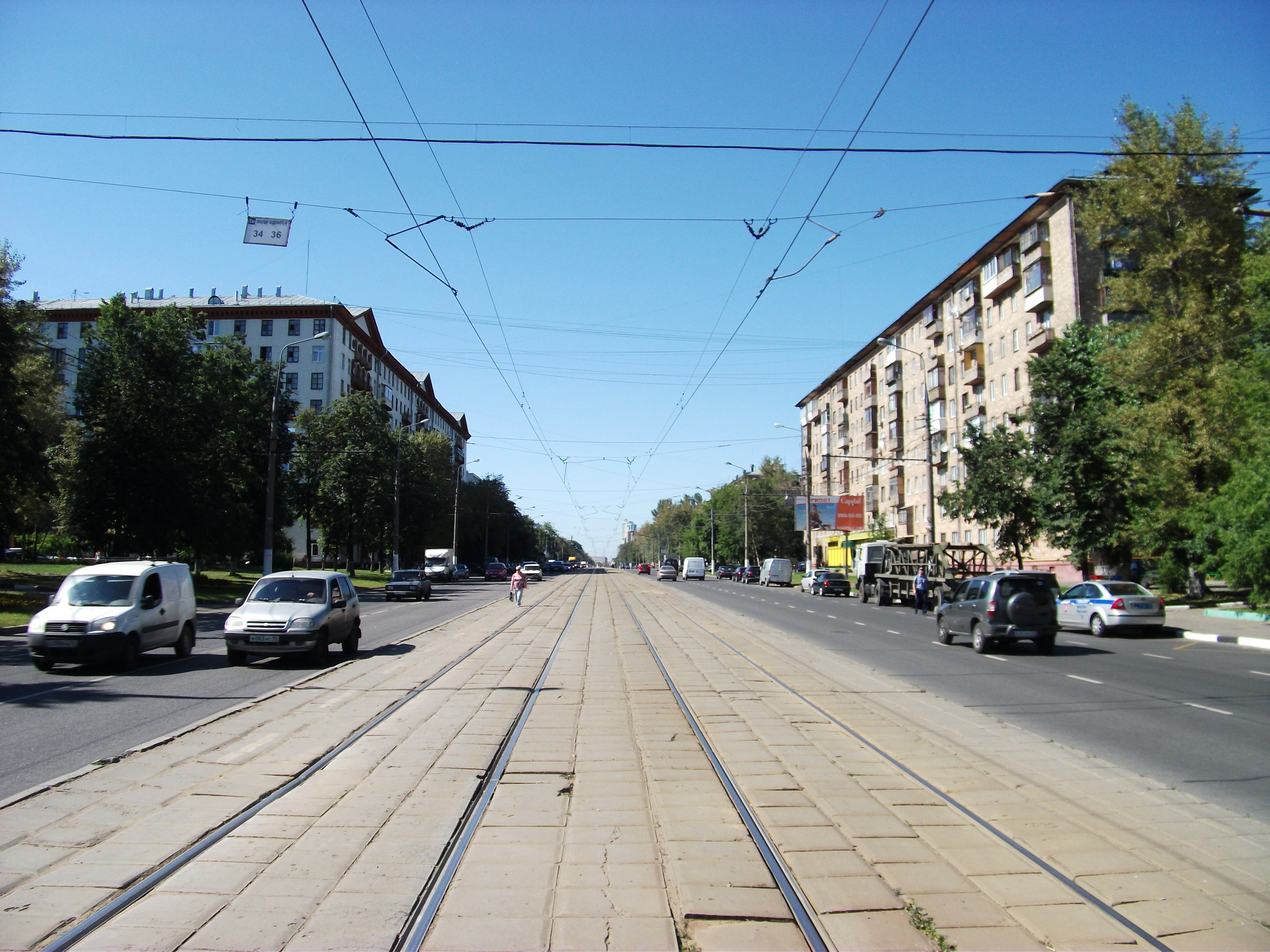
Prospekt Boudionnovo.
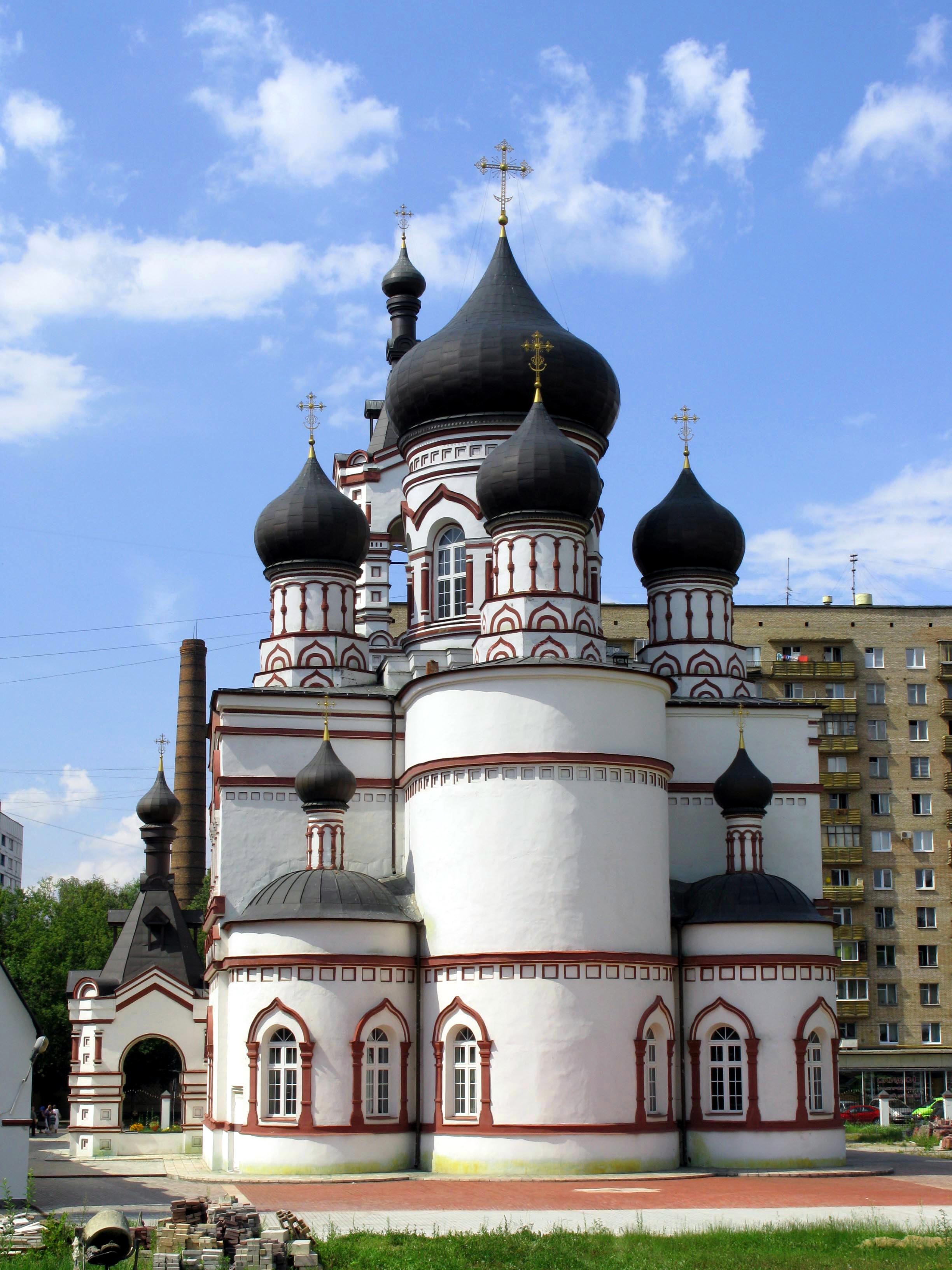
Vue de l'église Saint-Dimitri-de-Thessalonique de Blagoucha construite au début du XXe siècle.